# Carlos Alberto Sánchez

Bischofswappen von Carlos Alberto Sánchez

Carlos Alberto Sánchez (* 24. April 1963 in San Miguel de Tucumán, Argentinien) ist ein argentinischer Geistlicher und  römisch-katholischer Erzbischof von Tucumán.

## Leben
Carlos Alberto Sánchez studierte Philosophie und Theologie am Priesterseminar von Tucumán und empfing am 24. Juni 1988 durch den Erzbischof von Tucumán, Horacio Alberto Bózzoli, das Sakrament der Priesterweihe. Anschließend war er als Pfarrvikar in den Pfarreien Corazón de María, San Pio X, Nuestra Señora de Luján und Nuestra Señora del Rosario tätig. Außerdem war Sánchez Spiritual und Regens des Priesterseminars von Tucumán. Von 2007 bis 2011 war er Generalvikar des Erzbistums Tucumán. 2011 wurde Carlos Alberto Sánchez Pfarrer der Pfarrei Nuestra Señora de la Merced in San Miguel de Tucumán sowie Delegat für die Jugendpastoral und die Berufungspastoral. Von 2012 bis 2014 war Carlos Alberto Sánchez zudem Bischofsvikar für die Pastoral.
Am 23. August 2017 ernannte ihn Papst Franziskus zum Erzbischof von Tucumán. Die Bischofsweihe spendete ihm am 13. Oktober desselben Jahres Luis Héctor Kardinal Villalba, emeritierter Erzbischof von Tucumán. Mitkonsekratoren waren Sánchez' unmittelbarer Amtsvorgänger Alfredo Zecca, sowie José Melitón Chávez, Bischof von Añatuya, Luis Urbanč, Bischof von Catamarca, und Armando José María Rossi, Bischof von Concepción.
Sánchez gehört darüber hinaus dem Sekretariat für die ständige Ausbildung der Priester an, das der argentinischen Bischofskonferenz unterstellt ist.